# Rallye du Portugal 1984
Le Rallye du Portugal 1984 (18º Rallye de Portugal Vinho do Porto), disputé du 6 au 11 mars 1984, est la cent-vingt-sixième manche du championnat du monde des rallyes (WRC) courue depuis 1973, et la troisième manche du championnat du monde des rallyes 1984.

## Contexte avant la course

### Le championnat du monde

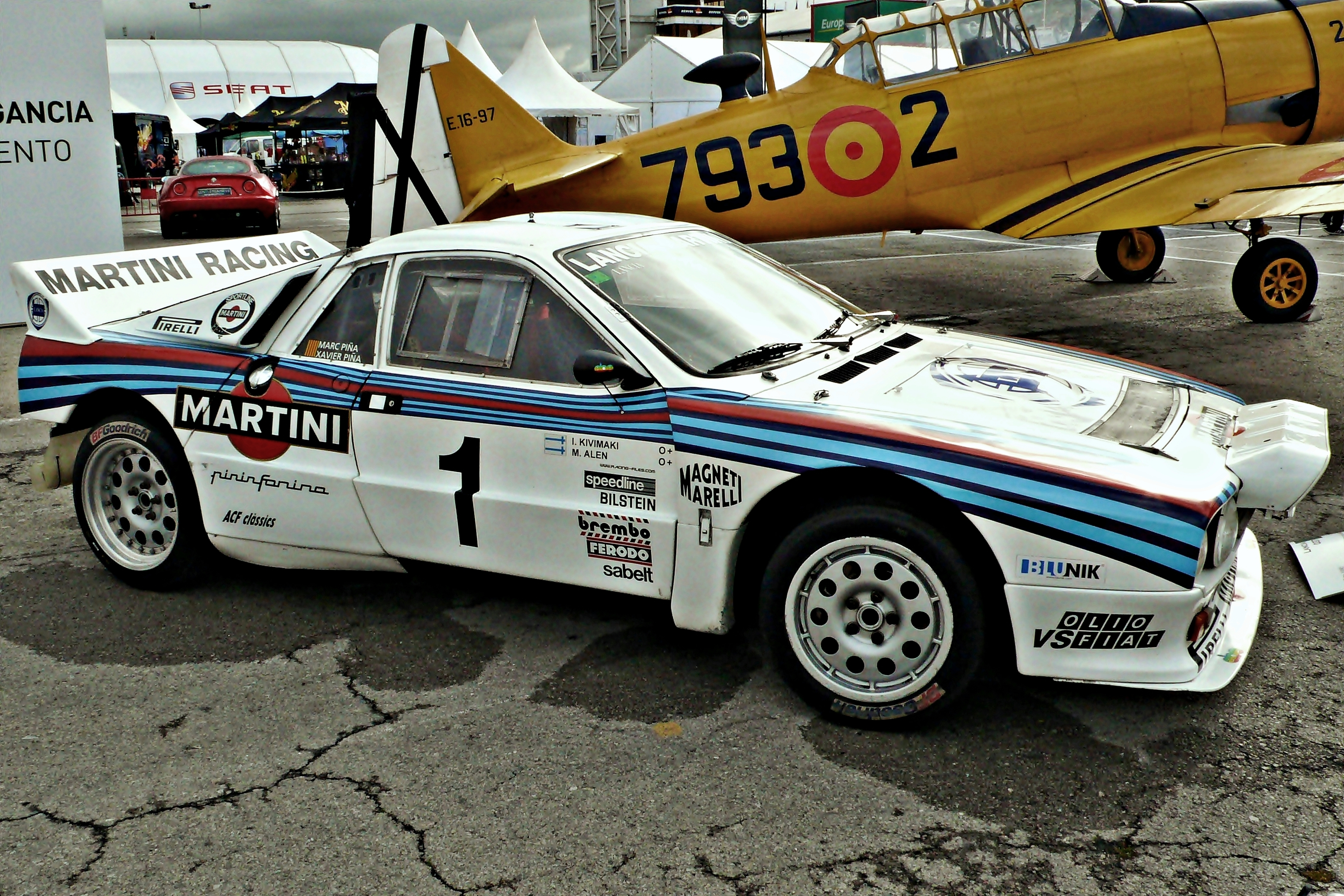
Après la Stratos en 1974, 1975 et 1976, la Rally 037 a permis à la Scuderia Lancia d'obtenir un quatrième titre en 1983.

Ayant succédé en 1973 au championnat international des marques (en vigueur de 1970 à 1972), le championnat du monde des rallyes comprend généralement une douzaine manches, comprenant les plus célèbres épreuves routières internationales, telles le Rallye Monte-Carlo, le Safari ou le RAC Rally. Depuis 1979, le championnat des constructeurs a été doublé d'un championnat pilotes, ce dernier remplaçant l'éphémère Coupe des conducteurs, organisée à seulement deux reprises en 1977 et 1978. Le calendrier 1984 intègre douze manches pour l'attribution du titre de champion du monde des pilotes mais seulement dix sélectives pour le championnat des marques (le Rallye de Suède et le Rallye de Côte d'Ivoire en étant exclus). Les épreuves sont réservées aux catégories suivantes :
- Groupe N : voitures de grande production de série, ayant au minimum quatre places, fabriquées à au moins 5000 exemplaires en douze mois consécutifs ; modifications très limitées par rapport au modèle de série (bougies, amortisseurs).
- Groupe A : voitures de tourisme de grande production, fabriquées à au moins 5000 exemplaires en douze mois consécutifs, avec possibilité de modifications des pièces d'origine ; poids minimum fonction de la cylindrée.
- Groupe B : voitures de grand tourisme, fabriquées à au moins 200 exemplaires en douze mois consécutifs, avec possibilité de modifications des pièces d'origine (extension d'homologation portant sur 10% de la production[2]).

Comme l'année précédente, le championnat du monde 1984 se joue entre Audi et la Scuderia Lancia, tenante du titre. Après le triplé réalisé au Rallye Monte-Carlo (Walter Röhrl l'emportant devant ses coéquipiers Stig Blomqvist et Hannu Mikkola), la marque allemande a brillamment remporté la première manche. Victorieux en Suède où seul le classement des pilotes était pris en compte, Blomqvist est quant à lui favori pour le titre des conducteurs.

### L'épreuve
C'est en 1967 que César Torres, avec le patronage de la compagnie aérienne TAP, mit sur pied l'organisation du premier rallye TAP. Comme le Rallye Monte-Carlo, son parcours comprend plusieurs itinéraires de concentration à partir de grandes villes d'Europe. Longtemps dominée par Jean-Pierre Nicolas et sa Renault 8 Gordini, l'épreuve fut finalement remportée par le Portugais José Albino, sur une voiture identique, seulement onze des cinquante-sept équipages engagés parvenant à terminer la course. Par son organisation remarquable et son tracé sélectif, le rallye TAP (qui deviendra rallye du Portugal en 1975) acquiert rapidement une renommée internationale et intègre le championnat d'Europe des rallyes dès 1970, puis le championnat du monde en 1973. Le premier choc pétrolier a contraint les organisateurs, à partir de 1974, à restreindre le parcours au seul territoire portugais, abandonnant les itinéraire de concentration. S'étant imposé à quatre reprises entre 1975 et 1981, Markku Alén détient le record de victoires sur cette épreuve.

## Le parcours

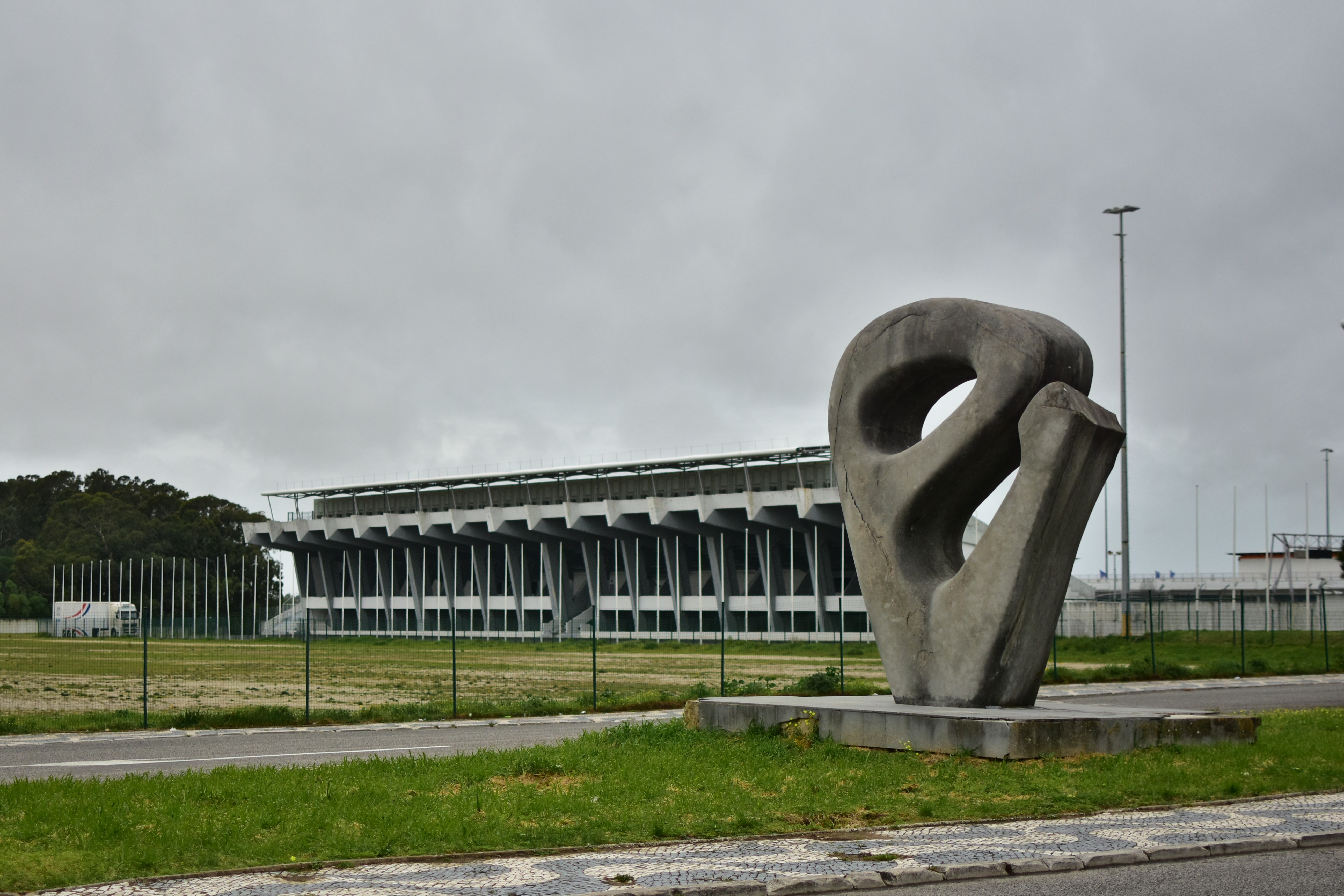
L'autodrome d'Estoril, point de départ du rallye du Portugal.

- vérifications techniques : 6 mars 1984 à Estoril
- départ : 7 mars 1984 d'Estoril (depuis l'autodrome[4])
- arrivée : 10 mars 1984 à Estoril
- remise des prix : 11 mars 1984 à Estoril
- distance : 2400 km dont 685 km sur 45 épreuves spéciales
- surface des épreuves spéciales : asphalte (20%) et terre (80%)
- Parcours divisé en quatre étapes[5]

### Première étape
- Estoril - Sintra - Porto - Póvoa de Varzim, du 7 au 8 mars
- distance : 744 km dont 137,5 km sur 15 épreuves spéciales
- surface des épreuves spéciales : asphalte

### Deuxième étape
- Póvoa de Varzim - Viana do Castelo - Póvoa de Varzim, le 8 mars
- distance : 422 km dont 166 km sur 10 épreuves spéciales
- surface des épreuves spéciales : terre

### Troisième étape
- Póvoa de Varzim - Peso da Régua - Viseu, le 9 mars
- distance :  487 km dont 205,5 km sur 12 épreuves spéciales
- surface des épreuves spéciales : terre

### Quatrième étape
- Viseu - Poiares - Tomar - Estoril, le 10 mars
- distance : 747 km dont 176 km sur 8 épreuves spéciales
- surface des épreuves spéciales : terre

## Les forces en présence
- Lancia

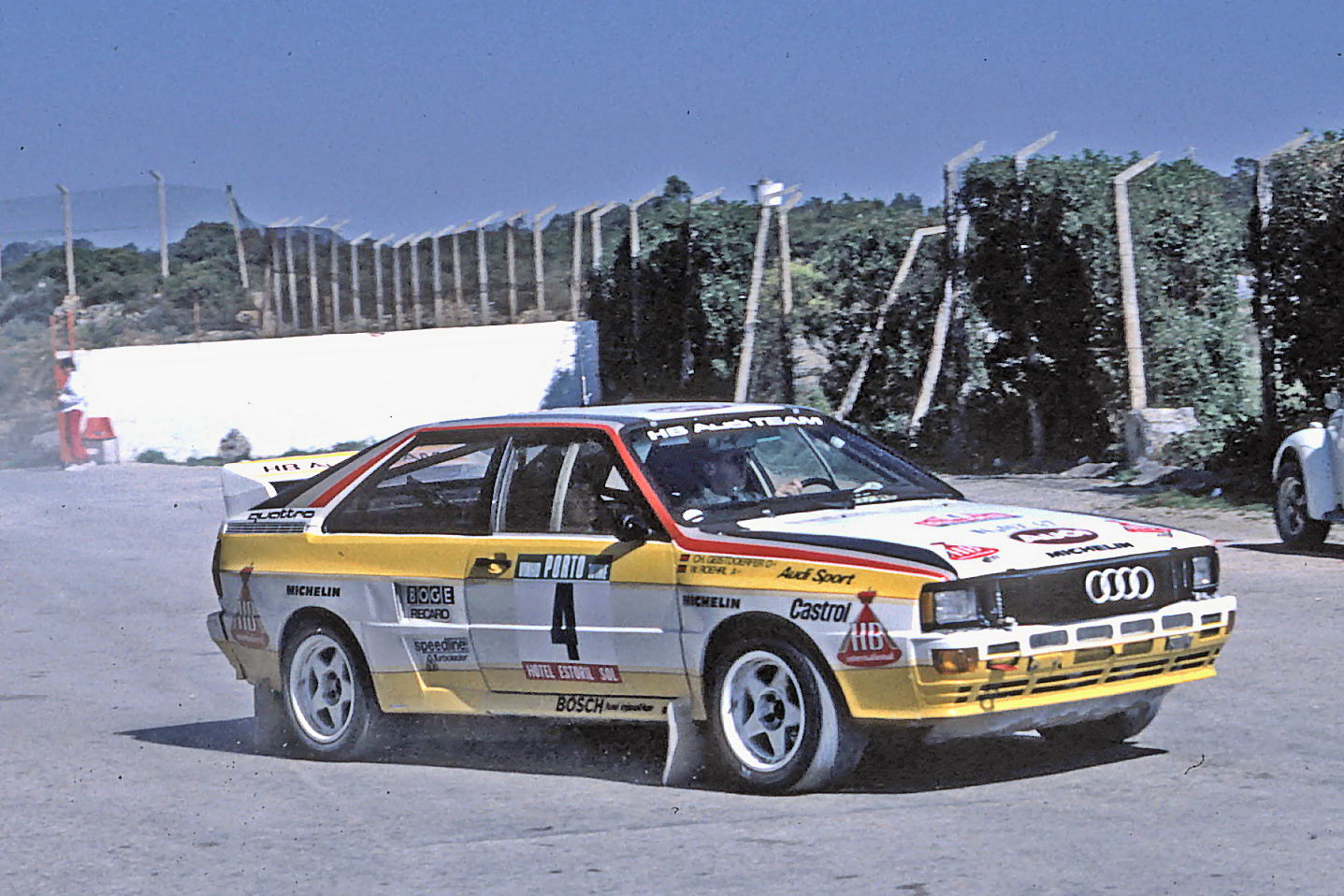
L'Audi Quattro A2 de Walter Röhrl.

Quatre Rally 037 groupe B ont été préparées chez Abarth : trois sont directement engagées par la Scuderia Lancia pour Markku Alén, Attilio Bettega et Henri Toivonen (qui effectue sa première course dans l'équipe), la dernière étant engagée par le Jolly Club pour Massimo Biasion. Pesant 960 kg, ces berlinettes sont motorisées par un quatre cylindres de 2111 cm3, placé en position centrale arrière. Alimenté par un système d'injection mécanique Bosch Kugelfischer associé à un compresseur volumétrique Abarth, il développe 325 chevaux à 8000 tr/min. Au côté des voitures d'usine, le pilote local António Rodrigues s'aligne sur sa 037 personnelle. Les Lancia sont chaussées de pneus Pirelli.
- Audi

Audi Sport a engagé quatre Quattro A2 groupe B, trois pour ses pilotes habituels Hannu Mikkola, Walter Röhrl et Stig Blomqvist, la quatrième étant la voiture de reconnaissance de Blomqvist, confiée pour la circonstance au pilote sud-africain Sarel van der Merwe. Dotés d'une transmission intégrale, ces coupés pèsent 1100 kg. Leur moteur cinq cylindres de 2 121 cm3, en position longitudinale avant, est alimenté par un système d'injection électronique Bosch associé à un turbocompresseur KKK. Avec une pression de suralimentation d'un bar et demi, il développe plus de 350 chevaux à 7000 tr/min. Les Audi utilisent des pneus Michelin.
- Toyota

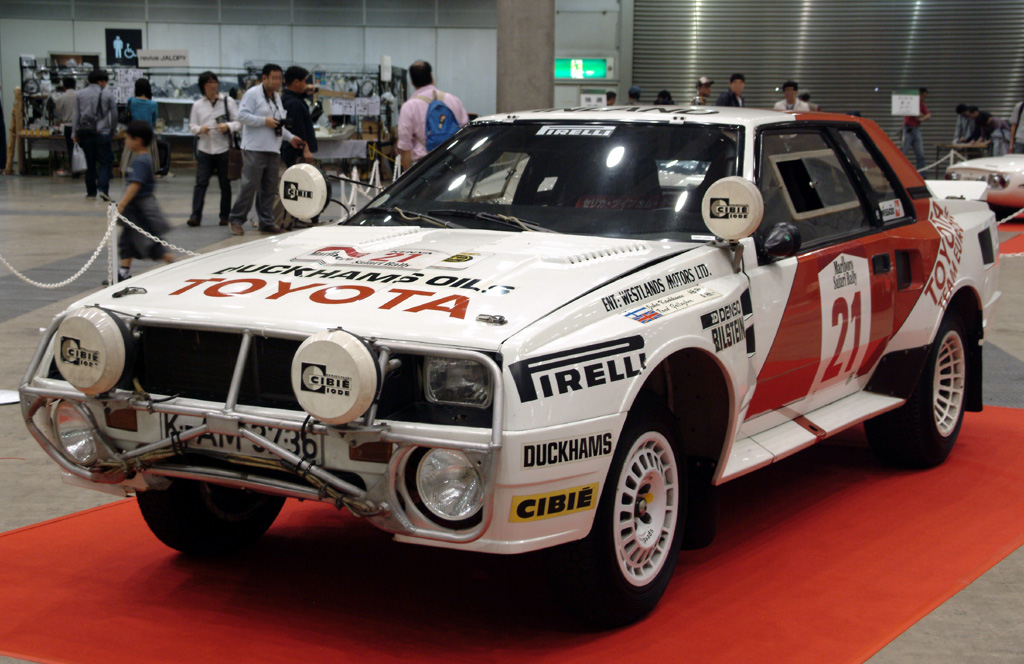
La Toyota Celica TCT groupe B.

Le Toyota Team Europe aligne deux Celica TCT groupe B, confiées à Björn Waldegård et Juha Kankkunen. Ces coupés à transmission classique pèsent 1050 kg ; ils sont équipés d'un moteur quatre cylindres de 2090 cm3, avec injection électronique Nippondenso et turbocompresseur KKK. La puissance maximale ressort à 360 chevaux à 8500 tr/min. La marque est également représentée en groupe A, avec notamment la présence des Corolla des pilotes privés Jorge Ortigão, António Coutinho et Kiyoshi Inoue. Les Toyota ont opté pour des pneus Pirelli.
- Renault

Renault Portugal engage deux 5 Turbo groupe B, dont la préparation a été assurée par les ateliers Bozian en région lyonnaise, pour Jean Ragnotti et Joaquim Moutinho. Ces petites berlines à moteur central arrière pèsent 960 kg. Équipé d'un système d'injection Bosch K-Jetronic et suralimenté par un turbocompresseur Garrett, leur petit quatre cylindres de 1397 cm3 développe plus de 300 chevaux à 7000 tr/min. Elles sont chaussées de pneus Michelin.
- Nissan

Le Team Nissan Europe a engagé une 240RS groupe B, initialement prévue pour Timo Salonen. Durant les reconnaissances, une hernie discale a cependant contraint le pilote finlandais à céder sa place à son compatriote Erkki Pitkänen, qui n'a disposé que de quelques jours pour prendre la voiture en mains et découvrir brièvement le parcours. Ce coupé de 1030 kg est animé par un moteur quatre cylindres de 2340 cm3 alimenté par deux carburateurs double corps Solex développant 260 chevaux à 8000 tr/min. Pitkänen utilise des pneus Dunlop de fabrication japonaise.
- Volkswagen

Pilotant la Golf GTI engagée par Volkswagen Motorsport, Kalle Grundel est le favori du groupe A. Pesant 900 kg, sa petite berline est munie d'un moteur quatre cylindres de 1781 cm3, placé en position transversale avant, alimenté par injection mécanique Bosch K-Jetronic. La puissance disponible est d'environ 165 chevaux. Grundell utilise des pneus Pirelli.
- Citroën

Comme l'année précédente, Christian Dorche pilote sa Visa Chrono groupe B privée. Petite traction de 800 kg, la Visa Chrono dispose d'un moteur quatre cylindres de 1434 cm3, alimenté par deux carburateurs Weber double corps, développant 135 chevaux. Elle est chaussée de pneus Michelin.

## Déroulement de la course

### Première étape

#### Triple boucle Estoril - Sintra

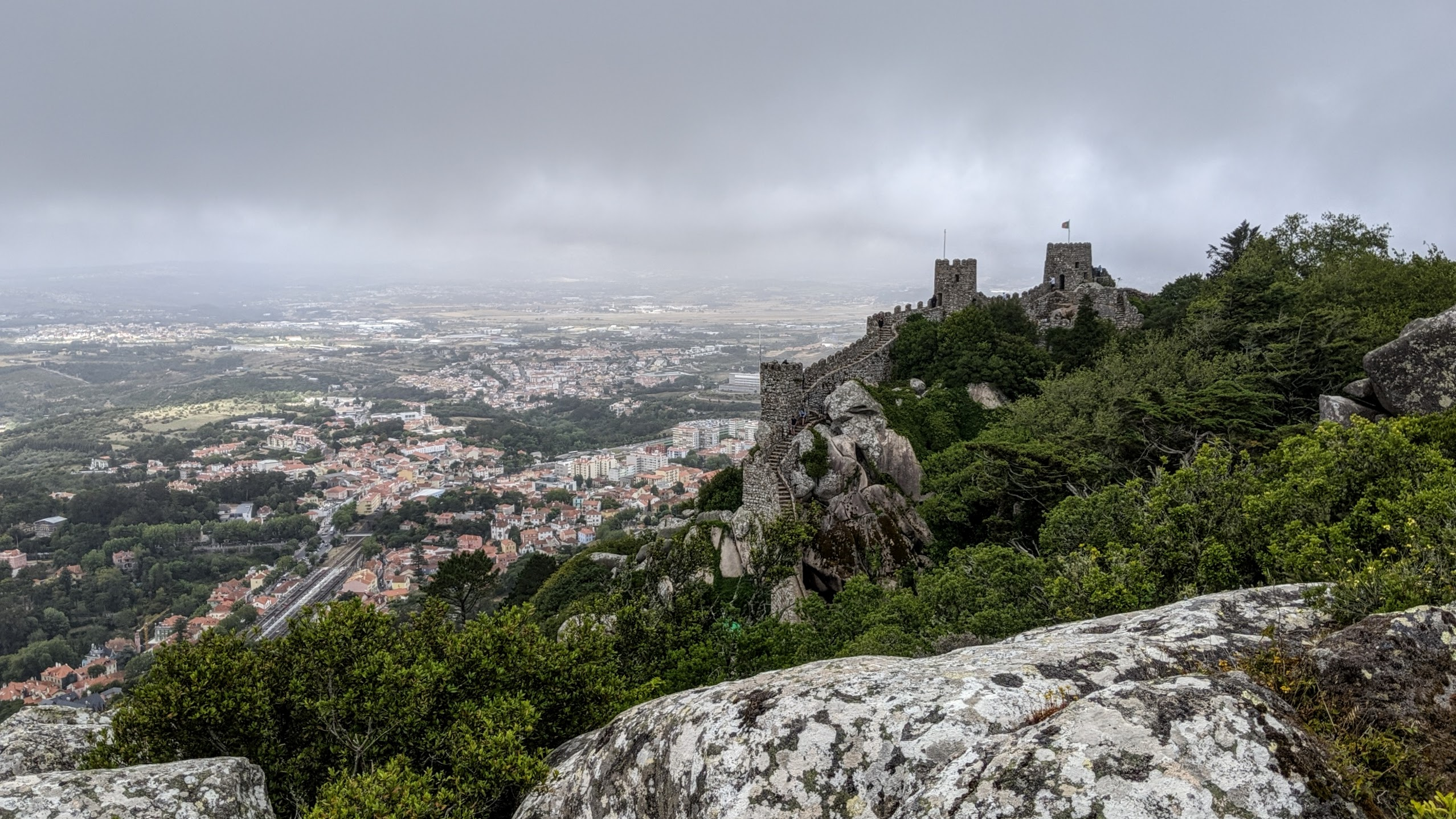
La première partie du rallye se déroule dans la région de Sintra.

Les soixante-dix équipages prennent le départ depuis le circuit d'Estoril, le mercredi matin. Ils doivent accomplir une triple boucle comprenant trois tronçons chronométrés, soit neuf épreuves spéciales (sur bitume) pour cette demi-étape. Le terrain est favorable aux Lancia, Henri Toivonen se montrant d'emblée extrêmement rapide pour sa première course au sein de l'écurie italienne, pulvérisant les records de l'année précédente. Il remporte les cinq premières spéciales, à l'issue desquelles il possède déjà dix-sept secondes d'avance sur Markku Alén et plus de vingt sur ses deux autres coéquipiers, Massimo Biasion et Attilio Bettega. Au sein de l'équipe Audi, c'est Walter Röhrl, cinquième, qui résiste le mieux ; malgré la moindre compétitivité de la lourde Quattro sur l'asphalte, le pilote allemand a concédé moins de trente secondes, alors qu'Hannu Mikkola et Stig Blomqvist (ralenti par un problème de commande d'embrayage) accusent un retard de l'ordre de la minute et sont même devancés par la Lancia du pilote privé António Rodrigues. Cependant, dans le deuxième passage du secteur de Sintra, Toivonen, surpris par les gravillons et les feuilles mortes, part en travers à la sortie d'un virage à droite ; il parvient presque à contrôler la glissade mais la route est étroite et l'arrière de sa voiture heurte brutalement un arbre. Les dégâts sont trop importants et le jeune Finlandais est contraint à l'abandon. Comptant une dizaine de secondes d'avance sur Biasion et Bettega, qui font pratiquement jeu égal, Alén hérite du commandement de la course. Röhrl, maintenant quatrième, est à moins de vingt secondes. Il précède Rodrigues, Mikkola, la Renault 5 Turbo de Jean Ragnotti et la Toyota de Juha Kankkunen, alors que Blomqvist n'est que neuvième. Au cours du troisième passage, Bettega déborde Biasion pour le gain de la deuxième place, tandis que Mikkola prend le meilleur sur Rodrigues. Alén achève le parcours avec un avantage de onze secondes sur Bettega et de dix-sept sur Alén. Röhrl est toujours quatrième, provisoirement car le champion allemand a heurté un roché aussitôt après l'arrivée de la huitième épreuve spéciale ; ayant dû faire réparer la suspension avant de son Audi, il encourt sept minutes de pénalisation routière. Séparés d'une minute et respectivement quatorzième et quinzième au classement général, Kalle Grundel (sur Volkswagen) et le pilote local 'Pêquêpê' (sur Opel) se disputent la victoire en groupe A.
| Pos. | Pilote            | Copilote              | Voiture                     | Groupe | Temps       | Écart        |
| ---- | ----------------- | --------------------- | --------------------------- | ------ | ----------- | ------------ |
| 1    | Markku Alén       | Ilkka Kivimäki        | Lancia Rally 037            | B      | 37 min 19 s |              |
| 2    | Attilio Bettega   | Maurizio Perissinot   | Lancia Rally 037            | B      | 37 min 30 s | + 11 s       |
| 3    | Massimo Biasion   | Tiziano Siviero       | Lancia Rally 037            | B      | 37 min 36 s | + 17 s       |
| 4    | Walter Röhrl      | Christian Geistdörfer | Audi Quattro A2             | B      | 37 min 46 s | + 27 s       |
| 5    | Hannu Mikkola     | Arne Hertz            | Audi Quattro A2             | B      | 38 min 30 s | + 1 min 11 s |
| 6    | Jean Ragnotti     | Pierre Thimonier      | Renault 5 Turbo             | B      | 38 min 31 s | + 1 min 12 s |
| 6=   | António Rodrigues | José Cotter           | Lancia Rally 037            | B      | 38 min 31 s | + 1 min 12 s |
| 8    | Stig Blomqvist    | Björn Cederberg       | Audi Quattro A2             | B      | 38 min 47 s | + 1 min 28 s |
| 9    | Juha Kankkunen    | Fred Gallagher        | Toyota Celica Twincam Turbo | B      | 38 min 48 s | + 1 min 29 s |
| 10   | Joaquim Moutinho  | Edgar Fortes          | Renault 5 Turbo             | B      | 39 min 03 s | + 1 min 44 s |
| 11   | Björn Waldegård   | Hans Thorszelius      | Toyota Celica Twincam Turbo | B      | 39 min 34 s | + 2 min 15 s |
| 12   | Joaquim Santos    | Miguel Oliveira       | Ford Escort RS1800          | B      | 40 min 04 s | + 2 min 45 s |
| 13   | Erkki Pitkänen    | Seppo Harjanne        | Nissan 240RS                | B      | 41 min 21 s | + 4 min 02 s |
| 14   | Kalle Grundel     | Peter Diekmann        | Volkswagen Golf GTI         | A      | 41 min 39 s | + 4 min 20 s |
| 15   | 'Pêquêpê'         | Pedro Roriz           | Opel Kadett GT/E            | A      | 42 min 41 s | + 5 min 22 s |

#### Sintra - Póvoa de Varzim
En fin d'après-midi, les concurrents quittent la région de Sintra en direction du nord. Les six épreuves chronométrées restantes se disputent encore sur asphalte, les étapes suivantes devant se disputer sur terre. Bettega et Biasion se rapprochent d'Alén et prennent l'avantage sur lui en début de nuit, dans le secteur de Figueiró dos Vinhos. Biasion prend la tête de la course, trois secondes devant Bettega. Alén ne compte alors que douze secondes de retard mais dans l'épreuve suivante le Finlandais crève et perd plus d'une minute, cédant provisoirement la troisième place à Röhrl. Ce dernier doit cependant décompter ses sept minutes de pénalisation routière à l'arrivée de l'étape. Alors que les trois Lancia officielles rallient le parc fermé de Póvoa de Varzim aux trois premières places (Biasion conservant pour une seconde la tête devant Bettega), Röhrl rétrograde en douzième position. Quatrième derrière Alén, Mikkola compte près de deux minutes et demie de retard sur les premiers. Il précède Ragnotti d'une trentaine de secondes. Septième juste derrière Blomqvist, Rodrigues est le premier des pilotes locaux ; ne voulant pas abîmer sa belle Lancia sur les pistes de terre, le Portugais ne prendra pas le départ de l'étape suivante. Toujours en tête du groupe A, Grundel, quatorzième du classement, compte désormais trois minutes d'avance sur 'Pêquêpê'.

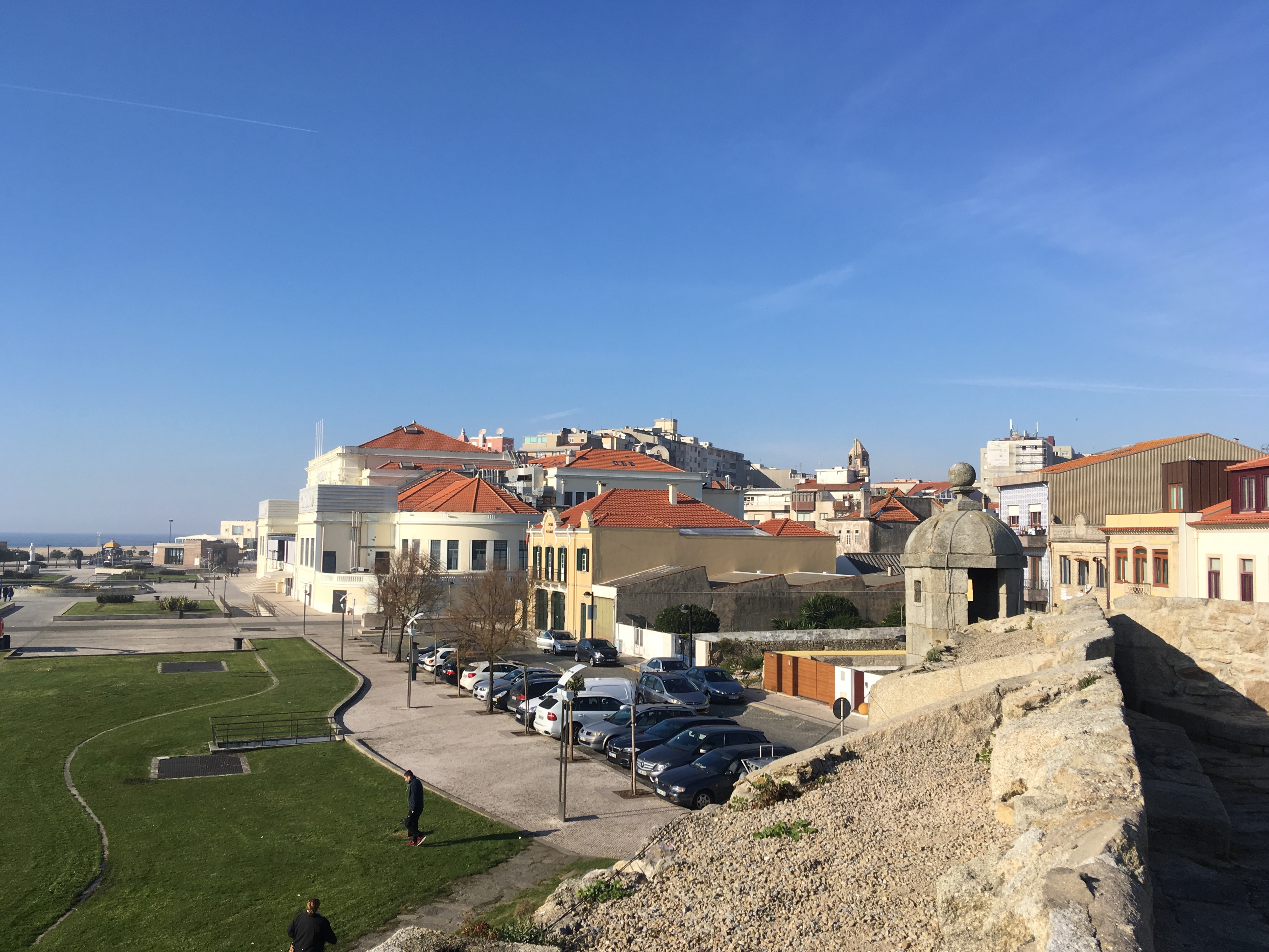
Póvoa de Varzim, terme de la première étape.

| Pos. | Pilote            | Copilote              | Voiture                     | Groupe | Temps           | Écart         |
| ---- | ----------------- | --------------------- | --------------------------- | ------ | --------------- | ------------- |
| 1    | Massimo Biasion   | Tiziano Siviero       | Lancia Rally 037            | B      | 1 h 20 min 55 s |               |
| 2    | Attilio Bettega   | Maurizio Perissinot   | Lancia Rally 037            | B      | 1 h 20 min 57 s | + 2 s         |
| 3    | Markku Alén       | Ilkka Kivimäki        | Lancia Rally 037            | B      | 1 h 22 min 35 s | + 1 min 40 s  |
| 4    | Hannu Mikkola     | Arne Hertz            | Audi Quattro A2             | B      | 1 h 23 min 20 s | + 2 min 25 s  |
| 5    | Jean Ragnotti     | Pierre Thimonier      | Renault 5 Turbo             | B      | 1 h 23 min 58 s | + 3 min 03 s  |
| 6    | Stig Blomqvist    | Björn Cederberg       | Audi Quattro A2             | B      | 1 h 24 min 17 s | + 3 min 22 s  |
| 7    | António Rodrigues | José Cotter           | Lancia Rally 037            | B      | 1 h 24 min 36 s | + 3 min 41 s  |
| 8    | Juha Kankkunen    | Fred Gallagher        | Toyota Celica Twincam Turbo | B      | 1 h 24 min 51 s | + 3 min 56 s  |
| 9    | Joaquim Moutinho  | Edgar Fortes          | Renault 5 Turbo             | B      | 1 h 25 min 07 s | + 4 min 12 s  |
| 10   | Björn Waldegård   | Hans Thorszelius      | Toyota Celica Twincam Turbo | B      | 1 h 26 min 06 s | + 5 min 11 s  |
| 11   | Joaquim Santos    | Miguel Oliveira       | Ford Escort RS1800          | B      | 1 h 28 min 03 s | + 7 min 08 s  |
| 12   | Walter Röhrl      | Christian Geistdörfer | Audi Quattro A2             | B      | 1 h 29 min 29 s | + 8 min 34 s  |
| 13   | Erkki Pitkänen    | Seppo Harjanne        | Nissan 240RS                | B      | 1 h 29 min 48 s | + 8 min 53 s  |
| 14   | Kalle Grundel     | Peter Diekmann        | Volkswagen Golf GTI         | A      | 1 h 30 min 52 s | + 9 min 57 s  |
| 15   | 'Pêquêpê'         | Pedro Roriz           | Opel Kadett GT/E            | A      | 1 h 34 min 24 s | + 13 min 29 s |
| 16   | Jorge Ortigão     | João Baptista         | Toyota Corolla 16v          | A      | 1 h 36 min 37 s | + 15 min 42 s |
| 17   | Ramiro Fernandes  | António Cruz Monteiro | Fiat Ritmo Abarth 130 TC    | A      | 1 h 36 min 39 s | + 15 min 44 s |
| 18   | António Coutinho  | António Manuel        | Toyota Corolla GT           | A      | 1 h 38 min 11 s | + 17 min 16 s |
| 19   | Christian Dorche  | Gilles Thimonier      | Citroën Visa Chrono         | B      | 1 h 38 min 29 s | + 17 min 34 s |
| 20   | Kiyoshi Inoue     | Toshio Omizo          | Toyota Corolla GT           | A      | 1 h 40 min 54 s | + 19 min 59 s |

### Deuxième étape
Les équipages restant en course repartent de Póvoa de Varzim le jeudi après-midi, après une matinée de repos, en direction de Viana do Castelo. C'est dans ce district que se déroulent les premières épreuves sur piste. Les Audi se montrent logiquement les plus rapides, Röhrl enchainant les meilleurs temps dans les quatre premiers secteurs chronométrés. Les Lancia résistent bien, cependant, et conservent les trois premières places. Plus expérimenté que Biasion sur la terre, Bettega a pris le commandement de la course et à mi-étape, compte plus d'une demi-minute d'avance sur son compatriote. Ayant nettement réduit son retard sur ses coéquipiers, Alén parvient à maintenir Mikkola à distance, l'écart entre les deux Finlandais restant stable. Alén va alors réaliser des prouesses durant les épreuves nocturnes, parvenant à se montrer plus rapide que les pilotes Audi. Après avoir réalisé quatre meilleurs temps consécutifs, il reprend la tête de la course et regagne Póvoa avec un avantage de quarante secondes sur Bettega et de cinquante-cinq sur Biasion, ce dernier n'ayant plus que quelques secondes d'avance sur Mikkola. Röhrl a effectué une belle remontée jusqu'à la cinquième place, alors que Blomqvist est retombé derrière son coéquipier après avoir perdu dix minutes dans le dernier tronçon, suspension cassée. Parti dixième, Björn Waldegård est remonté à la septième place sur sa Toyota, devant Ragnotti et Kankunnen. Dixième sur sa Renault 5, Joaquim Moutinho est le premier des pilotes locaux. Il devance Grundel, toujours largement en tête du groupe A.
| Pos. | Pilote           | Copilote              | Voiture                     | Groupe | Temps           | Écart         |
| ---- | ---------------- | --------------------- | --------------------------- | ------ | --------------- | ------------- |
| 1    | Markku Alén      | Ilkka Kivimäki        | Lancia Rally 037            | B      | 3 h 20 min 35 s |               |
| 2    | Attilio Bettega  | Maurizio Perissinot   | Lancia Rally 037            | B      | 3 h 21 min 15 s | + 40 s        |
| 3    | Massimo Biasion  | Tiziano Siviero       | Lancia Rally 037            | B      | 3 h 21 min 30 s | + 55 s        |
| 4    | Hannu Mikkola    | Arne Hertz            | Audi Quattro A2             | B      | 3 h 21 min 35 s | + 1 min 00 s  |
| 5    | Walter Röhrl     | Christian Geistdörfer | Audi Quattro A2             | B      | 3 h 27 min 36 s | + 7 min 01 s  |
| 6    | Stig Blomqvist   | Björn Cederberg       | Audi Quattro A2             | B      | 3 h 31 min 01 s | + 10 min 26 s |
| 7    | Björn Waldegård  | Hans Thorszelius      | Toyota Celica Twincam Turbo | B      | 3 h 32 min 44 s | + 12 min 09 s |
| 8    | Jean Ragnotti    | Pierre Thimonier      | Renault 5 Turbo             | B      | 3 h 35 min 27 s | + 14 min 52 s |
| 9    | Juha Kankkunen   | Fred Gallagher        | Toyota Celica Twincam Turbo | B      | 3 h 38 min 30 s | + 17 min 55 s |
| 10   | Joaquim Moutinho | Edgar Fortes          | Renault 5 Turbo             | B      | 3 h 41 min 33 s | + 20 min 58 s |
| 11   | Kalle Grundel    | Peter Diekmann        | Volkswagen Golf GTI         | A      | 3 h 43 min 45 s | + 23 min 10 s |
| 12   | Jorge Ortigão    | João Baptista         | Toyota Corolla 16v          | A      | 3 h 56 min 31 s | + 35 min 56 s |
| 13   | 'Pêquêpê'        | Pedro Roriz           | Opel Kadett GT/E            | A      | 3 h 58 min 04 s | + 37 min 29 s |
| 14   | Kiyoshi Inoue    | Toshio Omizo          | Toyota Corolla GT           | A      | 4 h 04 min 04 s | + 43 min 29 s |
| 15   | Christian Dorche | Gilles Thimonier      | Citroën Visa Chrono         | B      | 4 h 04 min 59 s | + 44 min 24 s |
| 16   | Ramiro Fernandes | António Cruz Monteiro | Fiat Ritmo Abarth 130 TC    | A      | 4 h 07 min 14 s | + 46 min 39 s |
| 17   | Russell Gooding  | Rodger Jenkins        | Vauxhall Chevette 2300 HSR  | B      | 4 h 11 min 00 s | + 50 min 25 s |
| 18   | Joaquim Santos   | Miguel Oliveira       | Ford Escort RS1800          | B      | 4 h 11 min 02 s | + 50 min 27 s |

### Troisième étape
Les équipages repartent de Póvoa le vendredi matin, en direction de Viseu. Le terrain accidenté et caillouteux favorise les Audi et dès la première épreuve chronométrée Mikkola déborde Biasion et Bettega, réduisant son retard sur Alén à quarante secondes. Il réalise le meilleur temps dans le secteur de Fafe avant de prendre le commandement, pour une seconde, dans la spéciale de Cabreira. Toujours aux avant-postes, il va dès lors accroître rapidement son avance sur son rival. Alors qu'il réduisait régulièrement son retard sur Bettega et Biasion, Röhrl se met sur le toit dans une épingle ; les spectateurs aident l'équipage à remettre l'Audi sur ses roues mais un début d'incendie au moment de repartir lui fait alors perdre plus de vingt minutes. Le pilote allemand plonge à la dixième place, ayant perdu toute chance d'obtenir un bon résultat. Blomqvist prend alors la cinquième place, devant Waldegård, mais ce dernier renonce peu après, arbre de transmission endommagé ; son coéquipier Kankkunen avait renoncé peu avant, suspension cassée. Blomqvist n'ira pas beaucoup plus loin : reparti après une série de tonneaux aux abords de Viseu, le Suédois heurte un arbre quelques kilomètres plus loin ; l'équipage est indemne mais l'Audi est irréparable. Mikkola achève l'étape avec quarante-trois secondes d'avance sur Alén. La victoire se jouera entre ces deux hommes, Bettega et Biasion, respectivement troisième et quatrième, ayant pris plusieurs minutes de retard au cours de la journée. Les nombreux abandons permettent à Ragnotti de pointer au cinquième rang, loin devant Röhrl et Grundel.
| Pos. | Pilote           | Copilote              | Voiture                    | Groupe | Temps           | Écart             |
| ---- | ---------------- | --------------------- | -------------------------- | ------ | --------------- | ----------------- |
| 1    | Hannu Mikkola    | Arne Hertz            | Audi Quattro A2            | B      | 5 h 37 min 27 s |                   |
| 2    | Markku Alén      | Ilkka Kivimäki        | Lancia Rally 037           | B      | 5 h 38 min 10 s | + 43 s            |
| 3    | Attilio Bettega  | Maurizio Perissinot   | Lancia Rally 037           | B      | 5 h 40 min 52 s | + 3 min 25 s      |
| 4    | Massimo Biasion  | Tiziano Siviero       | Lancia Rally 037           | B      | 5 h 41 min 46 s | + 4 min 19 s      |
| 5    | Jean Ragnotti    | Pierre Thimonier      | Renault 5 Turbo            | B      | 6 h 03 min 14 s | + 25 min 47 s     |
| 6    | Walter Röhrl     | Christian Geistdörfer | Audi Quattro A2            | B      | 6 h 17 min 04 s | + 39 min 37 s     |
| 7    | Kalle Grundel    | Peter Diekmann        | Volkswagen Golf GTI        | A      | 6 h 21 min 00 s | + 43 min 33 s     |
| 8    | Jorge Ortigão    | João Baptista         | Toyota Corolla 16v         | A      | 6 h 48 min 03 s | + 1 h 10 min 36 s |
| 9    | Christian Dorche | Gilles Thimonier      | Citroën Visa Chrono        | B      | 6 h 56 min 57 s | + 1 h 19 min 30 s |
| 10   | Russell Gooding  | Rodger Jenkins        | Vauxhall Chevette 2300 HSR | B      | 7 h 04 min 45 s | + 1 h 27 min 18 s |

### Quatrième étape

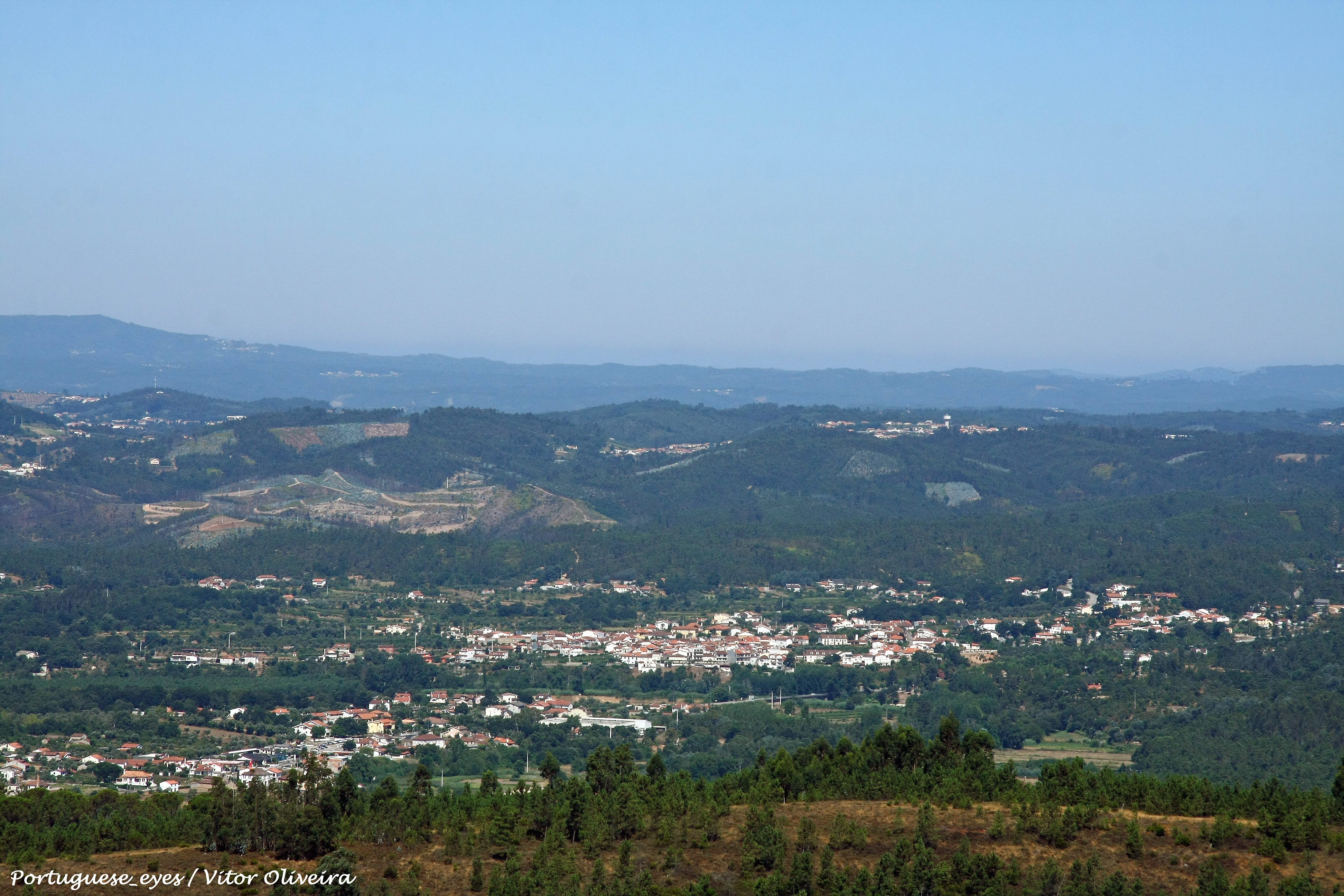
C'est dans la région d'Arganil que Mikkola et Alén se disputent la victoire.

L'étape finale, disputée le samedi avec un départ de nuit, ne comporte que huit secteurs chronométrés, dont la très sélective épreuve d'Arganil, longue de près de soixante kilomètres, à parcourir deux fois. Attaquant au maximum, Alén y frappe un grand coup lors du premier passage, son temps record lui permettant de se rapprocher à dix secondes de Mikkola. Les deux champions finlandais font ensuite pratiquement jeu égal dans les deux épreuves suivantes. Avec seulement onze secondes d'écart entre les deux voitures de tête, le deuxième passage dans Arganil, de jour cette fois, va être décisif. Mikkola jette toutes ses forces dans la bataille et améliore de plus d'une demi-minute le record d'Alén. Le pilote Lancia a également largement amélioré sa performance, mais a cependant concédé quatre secondes à son rival. Alén ne s'avoue pas encore battu, mais malgré sa hargne il ne peut empêcher Mikkola de réaliser le meilleur temps dans les quatre dernières épreuves et de rallier Estoril avec un avantage final de vingt-sept secondes, remportant pour la troisième fois la manche portugaise. Ayant en fin de parcours pointé volontairement en avance aux contrôles horaires afin de permettre à Alén de retarder ses départs pour éviter la poussière soulevée par la voiture de tête, Bettega et Biasion ont perdu plusieurs minutes mais n'en conservent pas moins leurs troisième et quatrième places respectives, devant Ragnotti et Röhrl. Sans rival dangereux depuis l'abandon de 'Pêquêpê' la veille, Grundel, septième, s'impose en groupe A. Seulement vingt voitures sont parvenues à terminer la course.

### Classements intermédiaires
Classements intermédiaires des pilotes après chaque épreuve spéciale

### Classement général

Une Renault 5 Turbo groupe B semblable à celle de Ragnotti, cinquième juste derrière les équipes d'usine.

| Pos | No | Pilote           | Copilote              | Voiture                    | Temps           | Écart             | Groupe |
| --- | -- | ---------------- | --------------------- | -------------------------- | --------------- | ----------------- | ------ |
| 1   | 1  | Hannu Mikkola    | Arne Hertz            | Audi Quattro A2            | 7 h 35 min 32 s |                   | B      |
| 2   | 2  | Markku Alén      | Ilkka Kivimäki        | Lancia Rally 037           | 7 h 35 min 59 s | + 27 s            | B      |
| 3   | 5  | Attilio Bettega  | Maurizio Perissinot   | Lancia Rally 037           | 7 h 58 min 21 s | + 22 min 49 s     | B      |
| 4   | 8  | Massimo Biasion  | Tiziano Siviero       | Lancia Rally 037           | 7 h 59 min 22 s | + 23 min 50 s     | B      |
| 5   | 9  | Jean Ragnotti    | Pierre Thimonier      | Renault 5 Turbo            | 8 h 13 min 42 s | + 38 min 10 s     | B      |
| 6   | 4  | Walter Röhrl     | Christian Geistdörfer | Audi Quattro A2            | 8 h 21 min 22 s | + 45 min 50 s     | B      |
| 7   | 17 | Kalle Grundel    | Peter Diekmann        | Volkswagen Golf GTI        | 8 h 39 min 00 s | + 1 h 03 min 28 s | A      |
| 8   | 22 | Jorge Ortigão    | João Baptista         | Toyota Corolla 16v         | 9 h 19 min 44 s | + 1 h 44 min 12 s | A      |
| 9   | 27 | Christian Dorche | Gilles Thimonier      | Citroën Visa Chrono        | 9 h 25 min 03 s | + 1 h 49 min 31 s | B      |
| 10  | 20 | Russell Gooding  | Rodger Jenkins        | Vauxhall Chevette 2300 HSR | 9 h 34 min 37 s | + 1 h 59 min 05 s | B      |

### Équipages de tête
- ES1 à ES5 :  Henri Toivonen -  Juha Piironen (Lancia Rally 037)
- ES6 à ES11 :  Markku Alén -  Ilkka Kivimäki (Lancia Rally 037)
- ES12 à ES15 :  Massimo Biasion -  Tiziano Siviero (Lancia Rally 037)
- ES16 :  Massimo Biasion -  Tiziano Siviero (Lancia Rally 037) &  Attilio Bettega -  Maurizio Perissinot (Lancia Rally 037)
- ES17 à ES23 :  Attilio Bettega -  Maurizio Perissinot (Lancia Rally 037)
- ES24 à ES27 :  Markku Alén -  Ilkka Kivimäki (Lancia Rally 037)
- ES28 à ES45 :  Hannu Mikkola -  Arne Hertz (Audi Quattro A2)

### Vainqueurs d'épreuves spéciales
- Hannu Mikkola -  Arne Hertz (Audi Quattro A2) : 13 spéciales (ES 25, 27, 29, 31, 33, 34, 36, 40 à 45)
- Markku Alén -  Ilkka Kivimäki (Lancia Rally 037) : 12 spéciales (ES 6, 7, 9, 21 à 24, 35, 37 à 39, 43)
- Walter Röhrl -  Christian Geistdörfer (Audi Quattro A2) : 6 spéciales (ES 16 à 19, 26, 30)
- Henri Toivonen -  Juha Piironen (Lancia Rally 037) : 5 spéciales (ES 1 à 5)
- Massimo Biasion -  Tiziano Siviero (Lancia Rally 037) : 5 spéciales (ES 10 à 14)
- Attilio Bettega -  Maurizio Perissinot (Lancia Rally 037) : 5 spéciales (ES 8, 10, 13 à 15)
- Stig Blomqvist -  Björn Cederberg (Audi Quattro A2) : 5 spéciales (ES 17, 20, 28, 32, 33)

## Résultats des principaux engagés
| No | Pilote              | Copilote              | Voiture                     | Groupe | Classement général                                | Class. groupe |
| -- | ------------------- | --------------------- | --------------------------- | ------ | ------------------------------------------------- | ------------- |
| 1  | Hannu Mikkola       | Arne Hertz            | Audi Quattro A2             | B      | 1er                                               | 1er           |
| 2  | Markku Alén         | Ilkka Kivimäki        | Lancia Rally 037            | B      | 2e à 27 s                                         | 2e            |
| 3  | Björn Waldegård     | Hans Thorszelius      | Toyota Celica Twincam Turbo | B      | ab. après la 30e spéciale (arbre de transmission) | -             |
| 4  | Walter Röhrl        | Christian Geistdörfer | Audi Quattro A2             | B      | 6e à 45 min 50 s                                  | 6e            |
| 5  | Attilio Bettega     | Maurizio Perissinot   | Lancia Rally 037            | B      | 3e à 22 min 49 s                                  | 3e            |
| 6  | Erkki Pitkänen      | Seppo Harjanne        | Nissan 240RS                | B      | ab. dans la 25e spéciale (différentiel)           | -             |
| 7  | Stig Blomqvist      | Björn Cederberg       | Audi Quattro A2             | B      | ab. dans la 34e spéciale (sortie de route)        | -             |
| 8  | Massimo Biasion     | Tiziano Siviero       | Lancia Rally 037            | B      | 4e à 23 min 50 s                                  | 4e            |
| 9  | Jean Ragnotti       | Pierre Thimonier      | Renault 5 Turbo             | B      | 5e à 38 min 10 s                                  | 5e            |
| 10 | Henri Toivonen      | Juha Piironen         | Lancia Rally 037            | B      | ab. dans la 6e spéciale (sortie de route)         | -             |
| 11 | Juha Kankkunen      | Fred Gallagher        | Toyota Celica Twincam Turbo | B      | ab. dans la 29e spéciale (suspension)             | -             |
| 12 | Sarel van der Merwe | Franz Boshoff         | Audi Quattro A2             | B      | ab. dans la 5e spéciale (sortie de route)         | -             |
| 14 | Joaquim Santos      | Miguel Oliveira       | Ford Escort RS1800          | B      | ab. dans la 26e spéciale (sortie de route)        | -             |
| 15 | Jon Woodner         | Bryan Harris          | Talbot Sunbeam Lotus        | B      | ab. avant la 16e spéciale (retrait volontaire)    | -             |
| 17 | Kalle Grundel       | Peter Diekmann        | Volkswagen Golf GTI         | A      | 7e à 1 h 03 min 28 s                              | 1er           |
| 18 | Joaquim Moutinho    | Edgar Fortes          | Renault 5 Turbo             | B      | ab. dans la 33e spéciale (turbo)                  | -             |
| 19 | António Rodrigues   | José Cotter           | Lancia Rally 037            | B      | ab. avant la 16e spéciale (retrait volontaire)    | -             |
| 20 | Russell Gooding     | Rodger Jenkins        | Vauxhall Chevette 2300 HSR  | B      | 10e à 1 h 59 min 05 s                             | 8e            |
| 22 | Jorge Ortigão       | João Baptista         | Toyota Corolla 16v          | A      | 8e à 1 h 44 min 12 s                              | 2e            |
| 26 | 'Pêquêpê'           | Pedro Roriz           | Opel Kadett GT/E            | A      | ab. dans la 28e spéciale (sortie de route)        | -             |
| 27 | Christian Dorche    | Gilles Thimonier      | Citroën Visa Chrono         | B      | 9e à 1 h 49 min 31 s                              | 7e            |
| 30 | Ramiro Fernandes    | António Cruz Monteiro | Fiat Ritmo Abarth 130 TC    | A      | ab. dans la 26e spéciale (sortie de route)        | -             |
| 31 | António Coutinho    | António Manuel        | Toyota Corolla GT           | A      | ab. dans la 23e spéciale (boîte de vitesses)      | -             |
| 34 | Kiyoshi Inoue       | Toshio Omizo          | Toyota Corolla GT           | A      | ab. dans la 27e spéciale                          | -             |

## Classements des championnats à l'issue de la course

### Constructeurs
- Attribution des points : 10, 9, 8, 7, 6, 5, 4, 3, 2, 1 respectivement aux dix premières marques de chaque épreuve, additionnés de 8, 7, 6, 5, 4, 3, 2, 1 respectivement aux huit premières de chaque groupe (seule la voiture la mieux classée de chaque constructeur marque des points). Les points de groupe ne sont attribués qu'aux concurrents ayant terminé dans les dix premiers au classement général[2].

- Seuls les sept meilleurs résultats (sur dix épreuves) sont retenus pour le décompte final des points.

| Pos. | Marque     | Points | M-C  | POR  | SAF | COR | ACR | NZ | ARG | FIN | SAN | RAC |
| ---- | ---------- | ------ | ---- | ---- | --- | --- | --- | -- | --- | --- | --- | --- |
| 1    | Audi       | 36     | 10+8 | 10+8 |     |     |     |    |     |     |     |     |
| 2    | Lancia     | 26     | 6+4  | 9+7  |     |     |     |    |     |     |     |     |
| 3    | Renault    | 22     | 7+5  | 6+4  |     |     |     |    |     |     |     |     |
| 4    | Volkswagen | 21     | 2+7  | 4+8  |     |     |     |    |     |     |     |     |
| 5    | Toyota     | 10     | -    | 3+7  |     |     |     |    |     |     |     |     |
| 6    | Citroën    | 4      | -    | 2+2  |     |     |     |    |     |     |     |     |
| 7    | Nissan     | 2      | 1+1  | -    |     |     |     |    |     |     |     |     |
| 7=   | Vauxhall   | 2      | -    | 1+1  |     |     |     |    |     |     |     |     |

### Pilotes
- Attribution des points : 20, 15, 12, 10, 8, 6, 4, 3, 2, 1 respectivement aux dix premiers de chaque épreuve.
- Seuls les sept meilleurs résultats (sur douze épreuves) sont retenus pour le décompte final des points.

| Pos. | Pilote           | Marque     | Points | M-C | SUE | POR | SAF | COR | ACR | NZ | ARG | FIN | SAN | CIV | RAC |
| ---- | ---------------- | ---------- | ------ | --- | --- | --- | --- | --- | --- | -- | --- | --- | --- | --- | --- |
| 1    | Stig Blomqvist   | Audi       | 35     | 15  | 20  | -   |     |     |     |    |     |     |     |     |     |
| 2    | Hannu Mikkola    | Audi       | 32     | 12  | -   | 20  |     |     |     |    |     |     |     |     |     |
| 3    | Walter Röhrl     | Audi       | 26     | 20  | -   | 6   |     |     |     |    |     |     |     |     |     |
| 4    | Attilio Bettega  | Lancia     | 20     | 8   | -   | 12  |     |     |     |    |     |     |     |     |     |
| 5    | Markku Alén      | Lancia     | 18     | 3   | -   | 15  |     |     |     |    |     |     |     |     |     |
| 6    | Massimo Biasion  | Lancia     | 16     | 6   | -   | 10  |     |     |     |    |     |     |     |     |     |
| 7    | Michèle Mouton   | Audi       | 15     | -   | 15  | -   |     |     |     |    |     |     |     |     |     |
| 8    | Per Eklund       | Audi       | 12     | -   | 12  | -   |     |     |     |    |     |     |     |     |     |
| 9    | Jean-Luc Thérier | Renault    | 10     | 10  | -   | -   |     |     |     |    |     |     |     |     |     |
| 9=   | Mats Jonsson     | Opel       | 10     | -   | 10  | -   |     |     |     |    |     |     |     |     |     |
| 11   | Lars-Erik Torph  | Opel       | 8      | -   | 8   | -   |     |     |     |    |     |     |     |     |     |
| 11=  | Jean Ragnotti    | Renault    | 8      | -   | -   | 8   |     |     |     |    |     |     |     |     |     |
| 13   | Björn Johansson  | Opel       | 6      | -   | 6   | -   |     |     |     |    |     |     |     |     |     |
| 13=  | Kalle Grundel    | Volkswagen | 6      | 2   | -   | 4   |     |     |     |    |     |     |     |     |     |
| 15   | Bernard Darniche | Audi       | 4      | 4   | -   | -   |     |     |     |    |     |     |     |     |     |
| 15=  | Kenneth Eriksson | Opel       | 4      | -   | 4   | -   |     |     |     |    |     |     |     |     |     |